# فانوس ورقي
الفانوس الورقيّ هو فانوس مصنوع من ورق رقيق ذو ألوان زاهية.